# Landgrafschaft Nellenburg
Die Landgrafschaft Nellenburg, später Oberamt Nellenburg, war eine Verwaltungsgliederung von Vorderösterreich. Im 14. Jahrhundert aus den Grafschaften Hegau und Nellenburg gebildet, gehörte sie ab 1465 zur Habsburgermonarchie. 1805 kam sie mit ihren rund 25.000 Einwohnern an Württemberg und 1810 an Baden, das schließlich 1951/1952 im Land Baden-Württemberg aufging.
Die Grafschaft erstreckte sich vom Bodensee bis zur Schwäbischen Alb, ihr Gebiet war aber durch mehrere Enklaven und die dazwischenliegenden hohenzollerischen Gebiete stark zergliedert.

## Geschichte

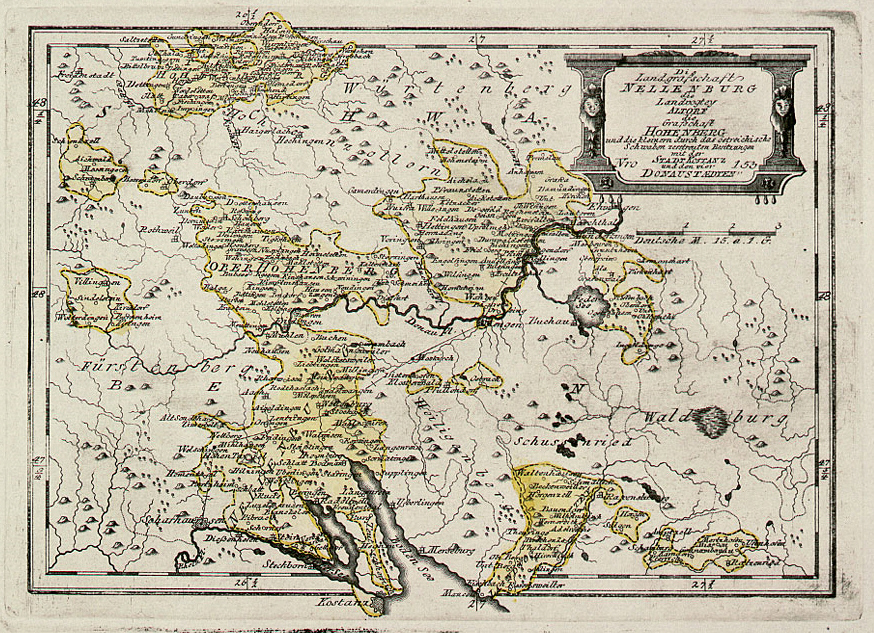
Karte der Grafschaft Nellenburg (u. a. Gebiete), 1792/1793. Kartenausschnitt etwa 130 × 90 km.

Nach dem Aussterben der Staufer mit dem Tode Konradins von Hohenstaufen 1268 wurden die Grafen des dritten Hauses von Nellenburg von König Rudolf von Habsburg (1273–1291) mit dem Amt des Landgrafen belehnt. Hierbei ist umstritten, ob die alte Hegaugrafschaft bereits im Jahre 1275 mit der Erwähnung Mangolds von Nellenburg als Landgraf im Hegau in eine Landgrafschaft umgewandelt wurde, oder ob dies erst 1401 erfolgte, als Graf Eberhard von Nellenburg von König Ruprecht mit der Landgrafschaft im Hegau und Madach belehnt wurde.
Diese „neurechtliche Landgrafschaft“, die schließlich den Namen Landgrafschaft Nellenburg erhielt, wurde gebildet aus der alten Amtsgrafschaft im Hegau mit hoher Gerichtsbarkeit und der Grafschaft Nellenburg und schloss das Gebiet des Madach als gesonderten Rechtsbezirk ausdrücklich mit ein.
Zur Landgrafschaft Nellenburg gehörten die drei Städte Tengen, Radolfzell und Stockach, 6 Marktflecken, 83 Pfarrdörfer, 69 Dörfer ohne Pfarrer, 14 Weiler, 135 einzelne Häuser, 25 bestehende und 31 zerfallene Burgen oder Schlösser, 6 Mönchs- und 3 Nonnenklöster, 4 Poststationen sowie 97 Mühlen.
Zu den gräflichen Hoheitsrechten gehörte die Hohe Gerichtsbarkeit, die seit dem 14. Jahrhundert in Stockach tagte. Im Stockacher Oberamt befanden sich auch die gesamten nellenburgischen Behörden. Insgesamt waren dort 80 Personen beschäftigt.
Das ehemalige Stockacher Rathaus in der Hauptstraße war von circa 1600 bis zum Ende des Alten Reiches 1805 das Landvogteigebäude der Landgrafschaft Nellenburg.
Nach der Verwaltungsgliederung 1790 wurde die Landgrafschaft Nellenburg zum Oberamt Nellenburg, das Gebiet erstreckte sich vom Nordwesten des Bodensees (Stockach, Radolfzell) und dem Hegau (Aach) bis zur Donau (Mengen, Herrschaft Gutenstein), Saulgau, Gebiete in der Umgebung von Riedlingen. Im Grenzvertrag zwischen Württemberg und Baden wurde das Gebiet dem Großherzogtum Baden zugesprochen.
Zusätzlich zur Hohen Gerichtsbarkeit gab es die Niedergerichtsbarkeit, die sich aber vorwiegend in den Händen der zahlreichen Ritterschaft befand. Diese widersetzte sich energisch den Expansionsbestrebungen der Landgrafschaft. Die Folge war ein permanenter Streit mit dem Hause Österreich. So entstanden die Hegauer Verträge 1487 und 1583, in denen die Kompetenzen des Landgerichts und der Niedergerichtsherren festgelegt wurden.

## Wappen der Grafschaft
| | Blasonierung: „In Gold drei blaue, übereinander querliegende vierzinkige Hirschstangen. Auf dem ungekrönten Helm ein achtendiges blaues Hirschgeweih. Helmdecken blau-golden“ |

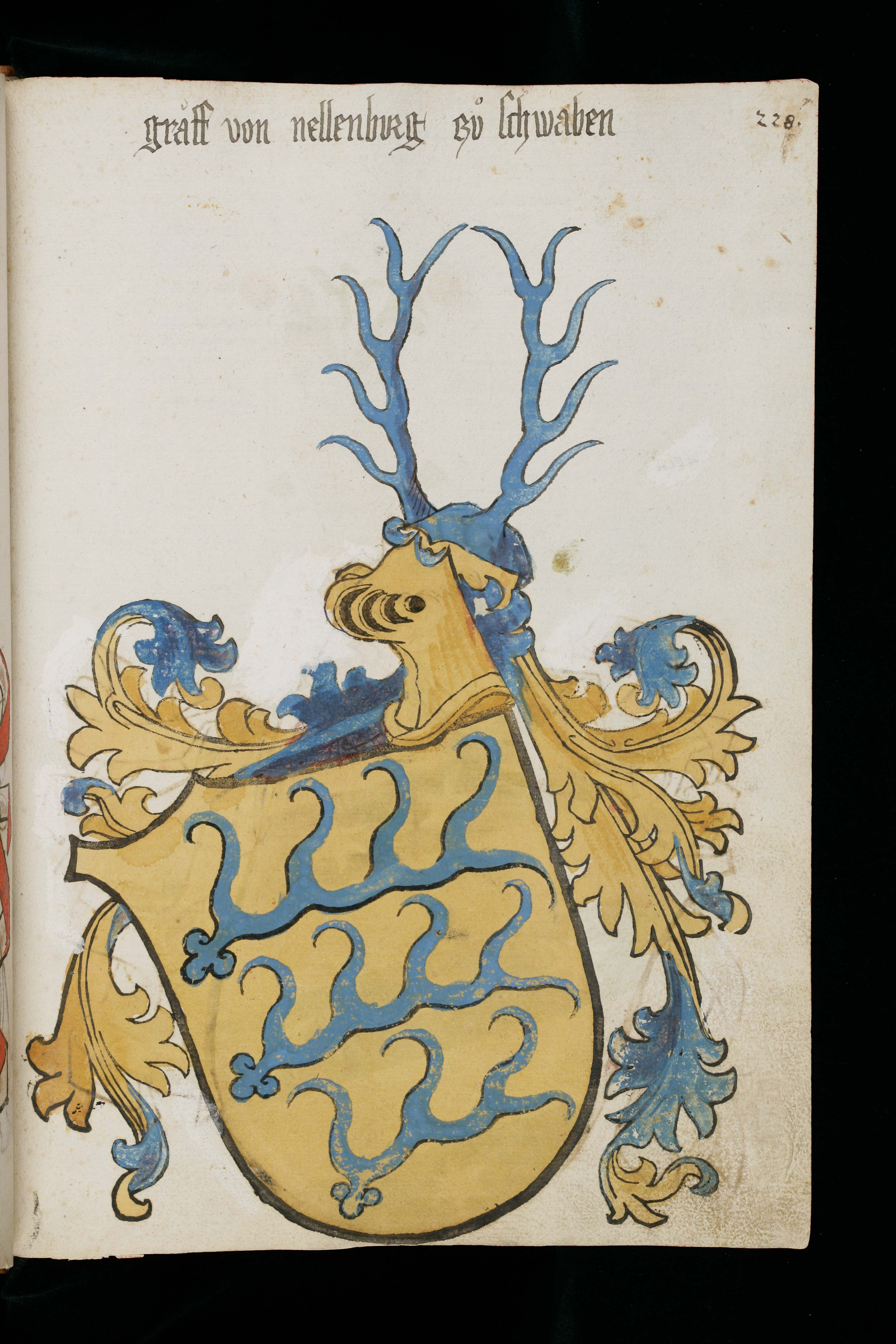
Wappen mit Helm

| Wappenbegründung: Im Feld 50 des Großen Wappens der deutschen Kaiser als Könige von Preußen sollte eigentlich das Wappen der Grafschaft Veringen sein. Es gehören dort auf Gold rote Hirschhörner der Grafschaft Veringen ins Feld. Durch Beamtenfehler ist jedoch in dieses Feld das Wappen der Grafen von Nellenburg gelangt. Die drei Geschlechter hatten den Wappenunterschied: Württemberg schwarze, Veringen rote Hirschstangen und Nellenburg im goldenen Feld drei blaue. | |